# 陸上自衛隊少年工科学校
陸上自衛隊少年工科学校（りくじょうじえいたいしょうねんこうかがっこう、英語: JGSDF Youth Technical School: YTS）は、神奈川県横須賀市の陸上自衛隊武山駐屯地内に所在していた防衛大臣直轄機関の一つ。陸上自衛隊生徒の教育を行っていた。
2010年（平成22年）3月26日に陸上自衛隊高等工科学校に改編された。

## 校風・校旗・制服
- 校風：明朗濶達・質実剛健・科学精神
- 校旗：赤地（情熱）に銀色の鳩（平和）と月桂樹、左右に桜花（陸曹候補者としての地位や誇り）[1]
- 制服：一般の隊員と同じく91式制服を支給されたが、ネクタイは一般隊員とは異なり、えんじ色のネクタイが支給された。また、陸曹候補者き章（甲）（通称：桜花章）を両襟に着用した。91式制服制定前は、ネクタイの他制服自体も「生徒用」があり、肩章、袖口、制帽等に赤いラインが入っていた。

## 概要
中学校を卒業し、採用試験を経て陸上自衛隊生徒に任命された者が入校した。文部科学省の管轄外の学校であるため、卒業者が高等学校卒業資格を得るために神奈川県立横浜修悠館高等学校（以前は神奈川県立湘南高等学校）と提携していた。
少年工科学校では陸上自衛隊生徒課程の前期教育のみが行われ、順次3等陸士から2等陸士、1等陸士に昇任した。陸上自衛隊生徒は防衛大学校学生（防衛省職員）と異なり自衛官であり、それぞれの階級に任命されていた。
少年工科学校での前期教育が終了すると、中期教育として各職種毎に職種学校に入校（中期校）、一般部隊（通常は配属予定部隊）において後期教育が行われ4年間の教育終了時に3等陸曹に任官した。
なお、少数ではあるが推薦・一般入試により防衛大学校に進学する者もいた（この場合は自衛隊を一度退職する）。

## 沿革
- 1955年（昭和30年）4月7日：通信学校・武器学校・施設学校において第1期自衛隊生徒教育開始。
- 1959年（昭和34年）8月13日：施設・通信・武器生徒教育隊を武山駐屯地に集約、「生徒教育隊」として前期教育を一元管理。
- 1961年（昭和36年）：神奈川県立湘南高等学校との提携開始。
- 1963年（昭和38年）8月15日：生徒教育隊を陸上自衛隊少年工科学校に改編。
- 1968年（昭和43年）7月5日：雨で増水した池で渡河訓練を行った際に13人が水死（後述）[2]。
- 1986年（昭和61年）3月17日：駐屯地司令職務を第1教育団から承継。
- 2008年（平成20年）4月1日：神奈川県立湘南高等学校と神奈川県立横浜平沼高等学校の通信制課程の統合に伴い提携校を神奈川県立横浜修悠館高等学校に変更。
- 2010年（平成22年）3月26日：2009年（平成21年）5月27日に成立した「防衛省設置法の一部を改正する法律」に基づき、陸上自衛隊高等工科学校に改編。生徒の身分は自衛官から防衛大学校の学生並びとなり、俸給制から学生手当（固定給）に変更された。

## 廃止時の組織編成
- 企画室
- 総務部
- 第1教育部（専門基礎学担当）
- 第2教育部（一般基礎学担当）
- 生徒隊

| 代                                   | 氏名                                | 在任期間                            | 出身校・期                          | 前職                                                    | 後職                                        |
| 生徒教育隊長（特記ない限り1等陸佐）  | 生徒教育隊長（特記ない限り1等陸佐） | 生徒教育隊長（特記ない限り1等陸佐） | 生徒教育隊長（特記ない限り1等陸佐） | 生徒教育隊長（特記ない限り1等陸佐）                     | 生徒教育隊長（特記ない限り1等陸佐）         |
| ------------------------------------ | ----------------------------------- | ----------------------------------- | ----------------------------------- | ------------------------------------------------------- | ------------------------------------------- |
| 01                                   | 出口敦                              | 1959.8.13 - 1961.8.1                | 陸士42期                            | 第6普通科連隊長 →1959.8.1 第1管区総監部付               | 自衛隊神奈川地方連絡部付 →1962.1.2 停年退官 |
| 02                                   | 田口英男                            | 1961.8.2 - 1963.3.15                | 陸士44期                            | 第1教育団副団長                                         | 生徒教育隊付                                |
| 03                                   | 畦地清春                            | 1963.3.16 - 1963.8.14               | 陸士45期・ 陸大53期                 | 中部方面総監部幕僚副長                                  | 陸上自衛隊少年工科学校長                    |
| 少年工科学校長（特記ない限り陸将補） |                                     |                                     |                                     |                                                         |                                             |
| 01                                   | 畦地清春                            | 1963.8.15 - 1966.3.15               | 陸士45期・ 陸大53期                 | 生徒教育隊長 ※1965.1.1 陸将補昇任                       | 陸上幕僚監部付 →1966.4.1 退職               |
| 02                                   | 高木成助                            | 1966.3.16 - 1968.7.31               | 東京帝国大学 昭和13年卒             | 陸上幕僚監部募集課長 ※1967.7.1 陸将補昇任               | 陸上幕僚監部付 →1969.1.1 退職               |
| 03                                   | 中山市郎                            | 1968.8.1 - 1970.3.15                | 陸士48期・ 陸大56期                 | 第3師団副師団長 兼 千僧駐とん地司令                     | 退職                                        |
| 04                                   | 森秀明                              | 1970.3.16 - 1971.6.30               | 陸士50期                            | 陸上自衛隊少年工科学校副校長 兼 企画室長                | 退職                                        |
| 05                                   | 井出洋                              | 1971.7.1 - 1973.6.30                | 陸士52期・ 陸大59期                 | 第12師団副師団長 兼 相馬原駐とん地司令                  | 第7師団長                                   |
| 06                                   | 庭屋陽之助                          | 1973.7.16 - 1976.3.15               | 陸士54期                            | 第12師団副師団長 兼 相馬原駐とん地司令                  | 陸上幕僚監部付 →1976.7.1 退職               |
| 07                                   | 蔵田十紀二                          | 1976.3.16 - 1977.3.15               | 陸士56期                            | 陸上自衛隊富士学校普通科部長 ※1977.1.1 陸将昇任         | 陸上幕僚監部第5部長                         |
| 08                                   | 蔀哲朗                              | 1977.3.16 - 1979.3.15               | 陸士57期                            | 東北方面総監部幕僚副長                                  | 陸上幕僚監部付 →1979.7.1 退職               |
| 09                                   | 米正七                              | 1979.3.16 - 1981.3.15               | 陸航士60期                          | 陸上自衛隊富士学校総合研究開発部長 ※1979.4.1 陸将補昇任 | 陸上幕僚監部付 →1981.7.1 退職               |
| 10                                   | 小倉眞                              | 1981.3.16 - 1982.8.1                | 陸士61期                            | 第13師団司令部幕僚長                                    | 陸上幕僚監部付 →1982.12.21 退職             |
| 11                                   | 大河内眞一郎                        | 1982.8.2 - 1984.6.30                | 山梨師範 昭和26年卒                 | 自衛隊京都地方連絡部長                                  | 第1師団長                                   |
| 12                                   | 牧田光雄                            | 1984.7.1 - 1986.3.16                | 法政大学 昭和29年卒                 | 第5師団副師団長 兼 帯広駐屯地司令                       | 北部方面総監部付 →1986.7.1 退職             |
| 13                                   | 梅山富弘                            | 1986.3.17 - 1987.7.6                | 和歌山大学 昭和32年卒               | 陸上自衛隊会計監査隊長                                  | 陸上自衛隊富士学校副校長                    |
| 14                                   | 村田純一                            | 1987.7.7 - 1989.3.15                | 防大2期                             | 第1高射特科団長                                         | 第1混成団長 兼 那覇駐屯地司令               |
| 15                                   | 荒武良弘                            | 1989.3.16 - 1990.3.15               | 防大1期                             | 第4師団副師団長 兼 福岡駐屯地司令                       | 陸上幕僚監部付 →1990.4.1 退職               |
| 16                                   | 菊地勝夫                            | 1990.3.15 - 1992.6.16               | 防大4期                             | 自衛隊沖縄地方連絡部長                                  | 陸上幕僚監部付 →1992.6.30 退職              |
| 17                                   | 田中大三                            | 1992.6.16 - 1995.3.23               | 防大7期                             | 第7師団副師団長 兼 東千歳駐屯地司令                     | 第10師団司令部付 →1995.4.1 退職             |
| 18                                   | 溝内好昭                            | 1995.3.23 - 1997.12.7               | 防大7期                             | 第4師団副師団長 兼 福岡駐屯地司令                       | 退職                                        |
| 19                                   | 臨光昭憲                            | 1997.12.8 - 1999.3.29               | 防大9期                             | 第1師団副師団長 兼 練馬駐屯地司令                       | 退職                                        |
| 20                                   | 佐々木達士                          | 1999.3.29 - 2000.6.30               | 防大11期                            | 第2師団副師団長 兼 旭川駐屯地司令                       | 退職                                        |
| 21                                   | 濱田豊克                            | 2000.6.30 - 2002.3.22               | 防大12期                            | 第7師団副師団長 兼 東千歳駐屯地司令                     | 退職                                        |
| 22                                   | 武田正德                            | 2002.3.22 - 2005.1.11               | 法政大学 昭和49年卒                 | 第1高射特科団長                                         | 陸上自衛隊高射学校長 兼 下志津駐屯地司令    |
| 23                                   | 別所利通                            | 2005.1.12 - 2007.7.2                | 防大17期                            | 第9師団副師団長 兼 青森駐屯地司令                       | 退職                                        |
| 末                                   | 山形克己                            | 2007.7.3 - 2010.3.25                | 生徒15期・ 防大20期                 | 陸上自衛隊航空学校副校長                                | 陸上自衛隊高等工科学校長                    |

## 採用試験
採用倍率はかつて20倍を超えていたが、昭和末期時点までには約10倍前後に落ち着いていた。昭和期（特に生徒制度創設期）には、給与が支払われ衣食住が保障されるなどの自衛官としての待遇にひかれて入校し、親に仕送りをする生徒もみられた（折口雅博はその典型である）。しかし、平成期に入ると志願理由の大半は自衛隊の活躍（PKOや災害派遣など）に影響されて、職業として自衛官を志願した者となった。毎月、約10万円の俸給が支給されていた。

## クラブ活動
生徒は、必ず体育クラブに所属しなければならなかった。なお、2007年（平成19年）度までは文化系クラブも必修であったが、2008年（平成20年）度からは1学年時のみとなった。少年工科学校におけるクラブ活動には、防衛大学校と異なり退部という概念はない。吹奏楽部は防衛大学校のそれと同様、体育クラブの扱いを受けていた。
体育クラブ活動は非常に活発であり、生徒出身者で世界で活躍する人間も多い。他にも剣道部は全国定通制大会20連覇を達成した。
その他、特徴があったクラブは以下のとおりである。
- ドリル部：学校内では「儀仗隊」の名称で呼ばれることもあり、神奈川自衛隊音楽祭り、中央観閲式（自衛隊記念日記念式典）への参加実績も持つ。
- 銃剣道部
- 和太鼓部
- 弁論部
- ロボット研究部：マインドストーム等のロボット教材学習を通じ高度IT社会に貢献しうる人材を育成する。

## 死亡事故
1968年（昭和43年）7月2日、「やすらぎの池」の渡河訓練を行っていた陸上自衛隊少年工科学校12期生78名のうち、13名が殉職する事故が発生した。事故後、横須賀市武山駐屯地に「少年自衛官顕彰之碑」を設置し、毎年参拝が行われている。なお自衛隊発足後、2025年（令和7年）現在までにおいて10名以上の殉職者が出たのは、本事故以外には菅島事故、豊後水道で洋上離着水訓練中に墜落し転覆大破したUS-1 9080号機の事故、宮古島沖陸自ヘリ航空事故のみである。

## その他
- 卒業生の同窓会は桜友会[7]と呼ばれ、卒業と同時に自動的に会員となる。
- 少年期から専門的な軍事教育を施し、卒業後は下士官に任官し職業軍人となり、また多くの出身者が少尉候補者制度を通し将校を目指すなど共通点が多いことから、本校や教育制度が旧帝国陸軍における陸軍少年飛行兵学校・陸軍少年戦車兵学校・陸軍少年通信兵学校（陸軍少年飛行兵・陸軍少年戦車兵・陸軍少年通信兵）といった陸軍少年兵に相当すると言われる。
- 本校に勤務する陸上自衛官・生徒は防衛大臣（防衛庁長官）直轄部隊等の部隊章を着用していた。隊種標識の色は藍色、隊号標識はYTSであった。

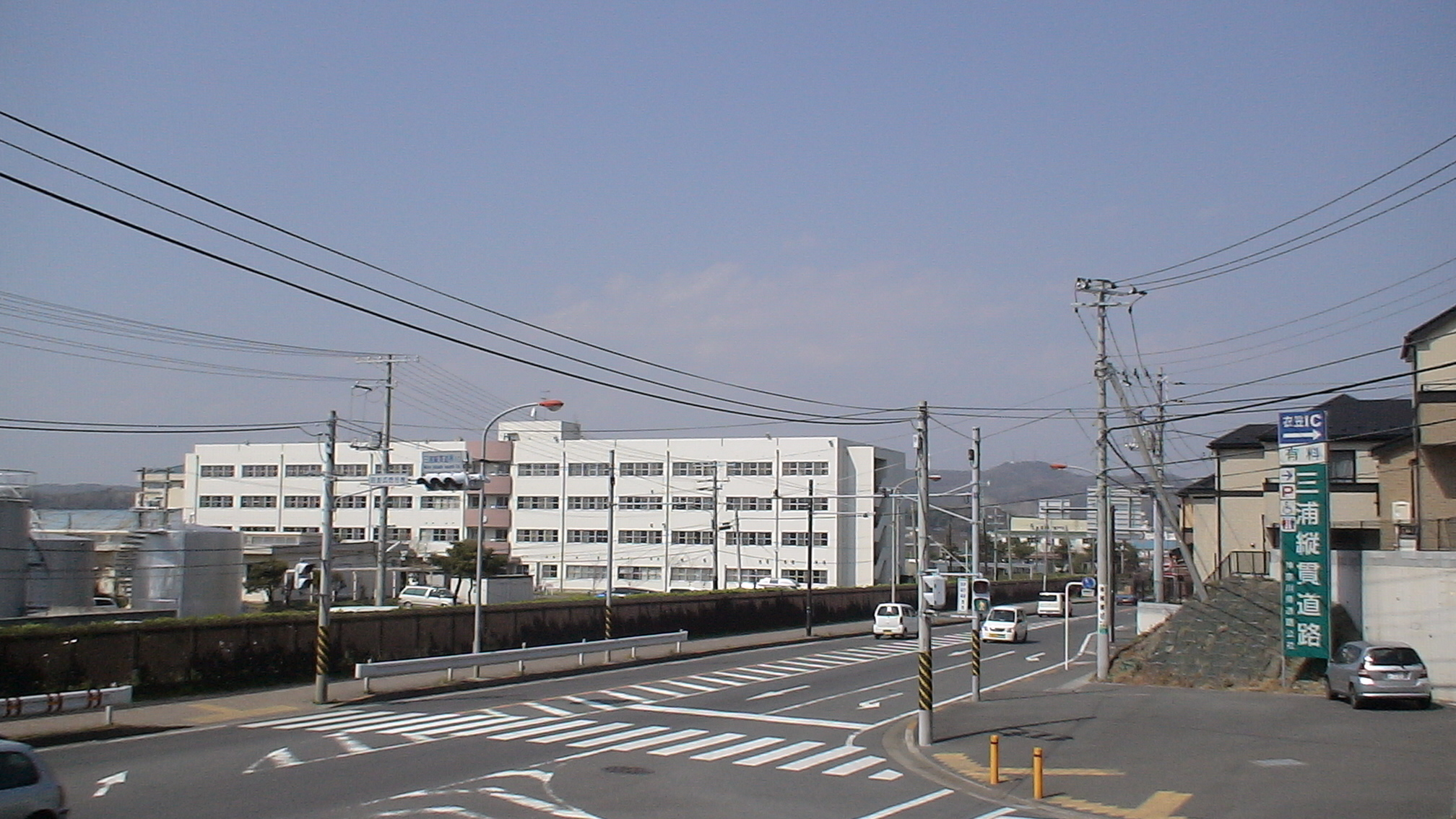
三浦縦貫道林IC交差点から撮影
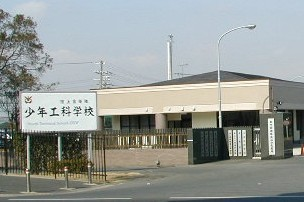
武山駐屯地正門入口前から撮影
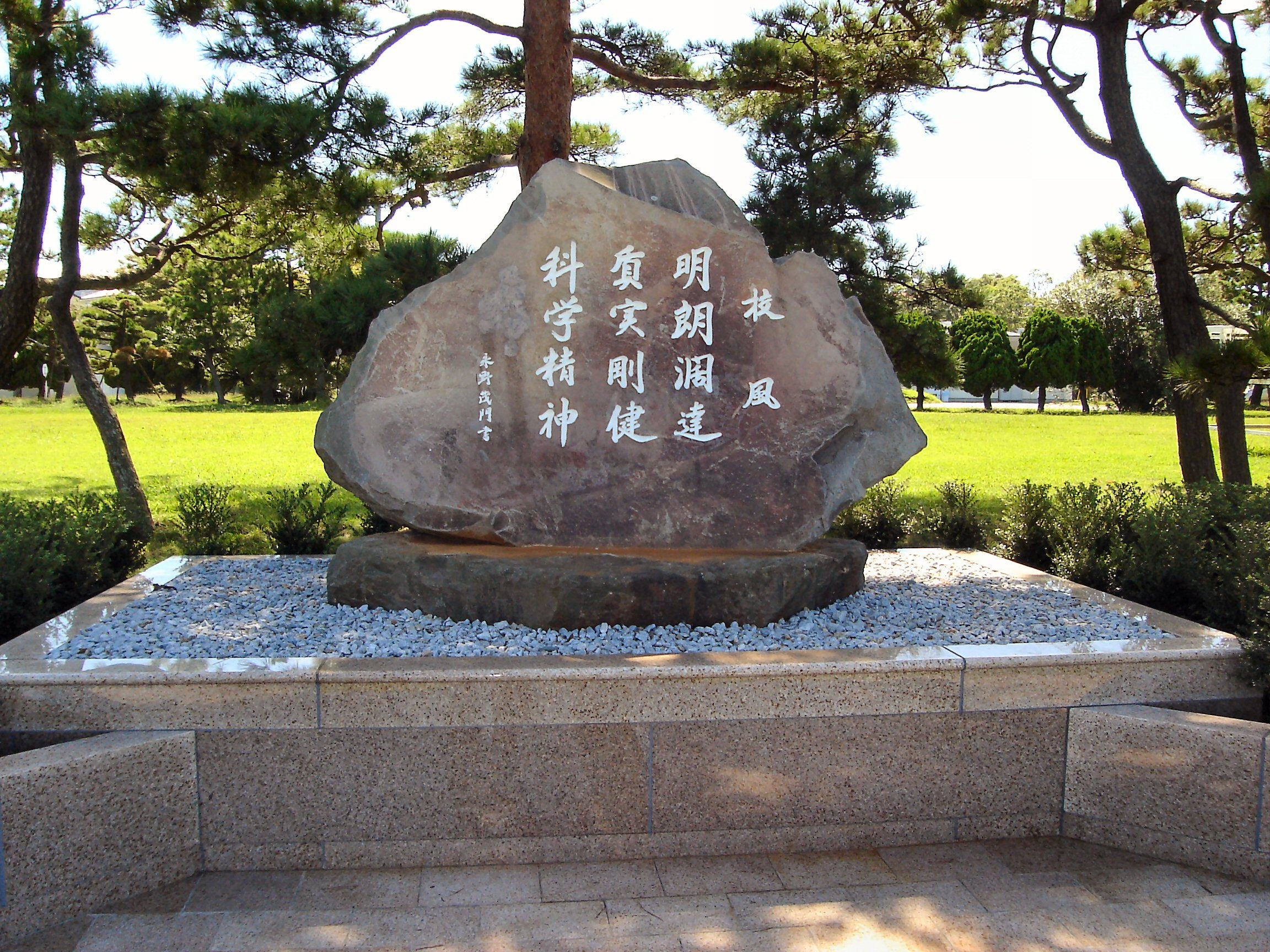
校風の碑
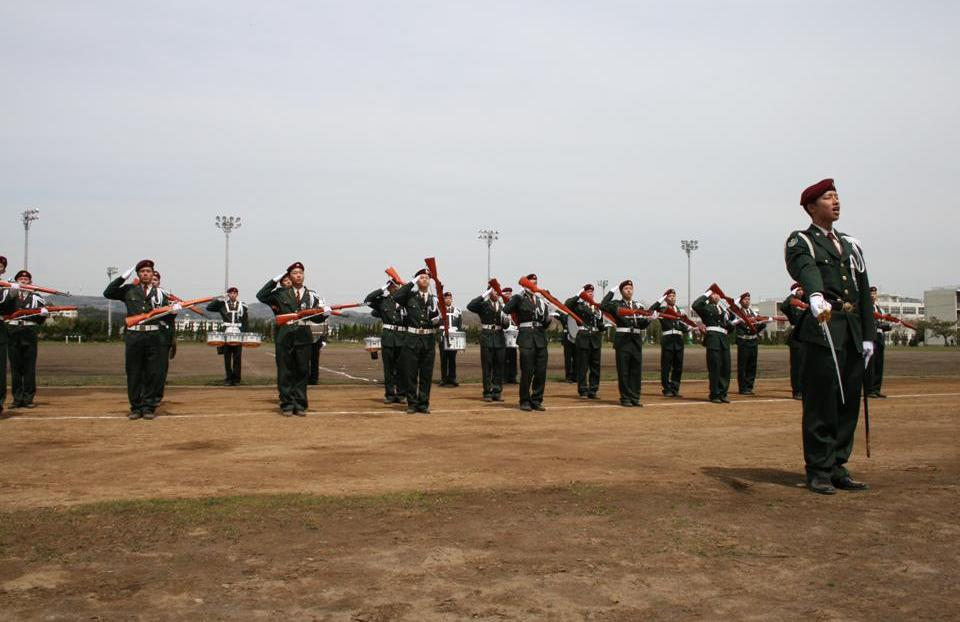
陸上自衛隊生徒によるドリル演技
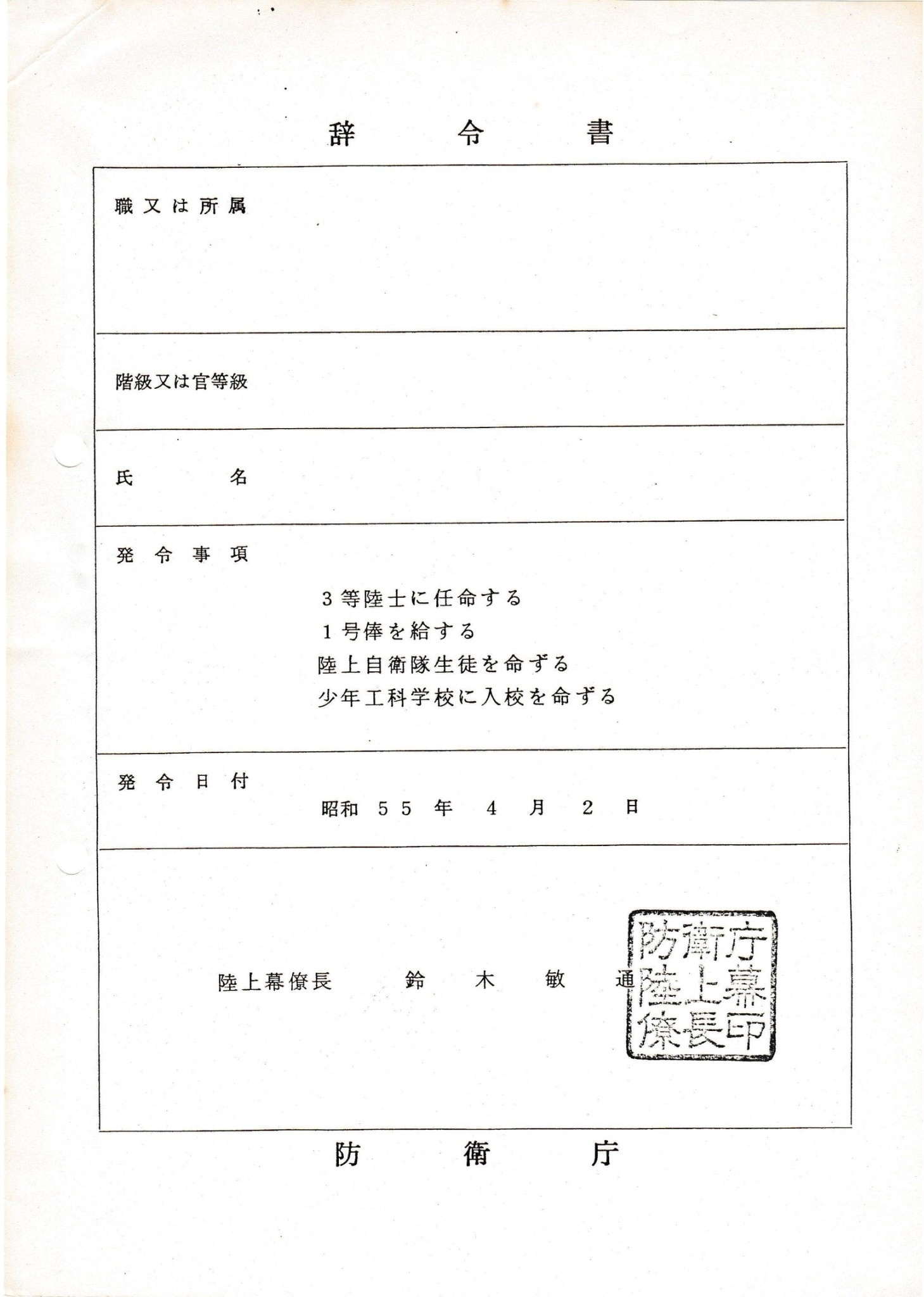
辞令書

## 関連書籍
- 桂儀一光『少年工科学校物語　武山・やすらぎの池の絆』津軽書房、2018年2月5日、ISBN 978-4-8066-0240-8